# Mallada nesophilus
Mallada nesophilus är en insektsart som först beskrevs av Luisa Eugenia Navas 1920.  Mallada nesophilus ingår i släktet Mallada och familjen guldögonsländor. Inga underarter finns listade i Catalogue of Life.